# Zorocrates xilitla
Zorocrates xilitla är en spindelart som beskrevs av Norman I. Platnick och Darrell Ubick 2007. Zorocrates xilitla ingår i släktet Zorocrates och familjen Zorocratidae. Inga underarter finns listade i Catalogue of Life.